# Distretto di Kottayam
Il distretto di Kottayam è uno dei 14 distretti dello stato federale indiano del Kerala; il capoluogo è la città di Kottayam. Si trova nella parte meridionale dello stato e occupa la fascia pianeggiante a sud-est della grande area urbana di Kochi.

## Storia
Kottayam letteralmente significa "all'interno del forte" (Kotta e Akam). I sovrani di Munjanad e di Thekkumkur avevano la loro capitale nella città di Kottayam; In seguito, Marthanda Varma di Travancore attaccò Thekkumkur, distruggendo il palazzo ed il forte della città, i cui resti sono ancora ben visibili.
Già parte del regno di Travancore, l'area del distretto di Kottayam fu associata nel 1947 allo stato Travancore-Chocin (Thiru-Cochin); successivamente, nel 1968, a dodici anni dalla nascita dello stato del Kerala, Kottayam divenne a capo di un distretto autonomo, contemporaneamente a quello di Quilon.

## Amministrazione
Municipalities del distretto: Kottayam
- Aymanam
- Changanassery
- Erattupetta
- Kumaranallur
- Lalam
- Palackattumala
- Vaikom

## Geografia fisica
Il distretto di Kottayam non ha sbocchi sul mare; occupa una fascia pianeggiante posta ad est della grande laguna che da Kochi arriva fino al Vembanad Lake. Il capoluogo, Kottayam, sorge a pochi km da questa laguna, ed è servita dalla linea ferroviaria Kochi-Thiruvananthapuram; la coltivazione della palma da cocco è praticata su tutto il distretto, come pure quella del riso. I fiumi principali sono il Teekoy, a nord, ed il Manimala, a sud-est.
Il clima è tropicale monsonico: la regione beneficia delle abbondanti precipitazioni apportate dal monsone di sud-ovest durante i mesi di giugno-settembre, e da quelle del monsone cosiddetto di ritorno, che spira da nord-est nel mese di ottobre. La temperatura più alta mai registrata fu di 38,5 °C, il 6 agosto 1998, mentre la più bassa fu di 16 °C, il 13 dicembre 2000.

## Economia

### Industria
A parte due grandi società pubbliche, il settore industriale nel distretto è costituito esclusivamente da piccole attività. I prodotti dell'industria locale sono principalmente il publishing (case editrici) e i derivati della gomma (lattice).
Lungo la laguna, si fabbricano le coir (imbarcazioni tipiche): in settore dà lavoro a circa 20.000 persone; nelle parti più interne, le foreste offrono delle qualità di legname morbido, adatto alla produzione di tavole in compensato.
La prima tipografia del Kerala (la C.M.S. Press) fu fondata qui nel 1921, dal Reverendo Beniamino Baily, un missionario britannico. In precedenza, i primi dizionari Malayalam-Inglese e Inglese-Malayalam furono pubblicati a Kottayam fin dal 1846. Attualmente, molti dei libri e riviste in Malayalam vengono pubblicati qua: in particolare, vanno citate le case editrici di Malayala Manorama publications, Labour India Publications, Mangalam Publications, Deepika, DC Books, V Publishers e Vidhyamitram.

### Turismo
Il distretto dispone di un'intricata rete di canali che sfociano nel grande vembanad Lake, la parte più interna della laguna di Kochi-Alappuzha. Nel lago vengono organizzate, specialmente durante l'alta stagione, gite e crociere con barche tradizionali, e viene anche offerta la possibilità di noleggiare delle barche speciali adibite a mini-appartamenti, per uso familiare.